# Persone di nome Lucas/Calciatori
| Questa pagina contiene informazioni ricavate automaticamente dalle voci biografiche con l'ausilio del template Bio e di un bot. L'aggiornamento è periodico e automatico e ricostruisce completamente la pagina. Se manca una persona in questa lista, sei pregato di non aggiungerla, ma accertati piuttosto che la sua voce biografica contenga il template Bio e che i dati anagrafici siano correttamente compilati. Se il template Bio manca, inseriscilo tu stesso o, in alternativa, metti l'avviso {{tmp\|Bio}} che ne segnala la mancanza. Se i dati riportati sono sbagliati, correggi direttamente la voce biografica; le modifiche saranno visibili in questa lista entro pochi giorni. Per chiarimenti vedi il progetto antroponimi. La lista contiene solo le 280 persone che sono citate nell'enciclopedia e per le quali è stato implementato correttamente il template Bio. Pagina aggiornata al 22 lug 2025. |

Questa è una lista di persone presenti nell'enciclopedia che hanno il nome Lucas e sono calciatori.

## A(16)
- Lucas Javier Acevedo, calciatore argentino (Justiniano Posse, n. 1991)
- Lucas Acosta, calciatore uruguaiano (José Pedro Varela, n. 2002)
- Lucas Acosta, calciatore argentino (Córdoba, n. 1995)
- Lucas Agazzi, calciatore uruguaiano (Montevideo, n. 2005)
- Lucas Ahijado, calciatore spagnolo (Oviedo, n. 1995)
- Lucas Alarcón, calciatore cileno (n. 2000)
- Lucas Alario, calciatore argentino (Tostado, n. 1992)
- Lucas Albertengo, calciatore argentino (Egusquiza, n. 1991)
- Lucas Andersen, calciatore danese (Aalborg, n. 1994)
- Lucas Araújo, calciatore brasiliano (Fortaleza, n. 1999)
- Lucas Arzamendia, calciatore argentino (Buenos Aires, n. 1999)
- Lucas Assadi, calciatore cileno (Puente Alto, n. 2004)
- Lucas Arcanjo, calciatore brasiliano (Piritiba, n. 1998)
- Lucas Aveldaño, calciatore argentino (Rafaela, n. 1985)
- Lucas Alves de Araújo, calciatore brasiliano (Osasco, n. 1992)
- Lucas Lima, calciatore brasiliano (Estação, n. 1991)

## B(25)
- Lucas Baldunciel, calciatore argentino (Buenos Aires, n. 1992)
- Lucas Barbosa, calciatore brasiliano (Bebedouro, n. 2001)
- Lucas Bareiro, calciatore argentino (Buenos Aires, n. 1995)
- Luis Barraza, calciatore statunitense (Las Cruces, n. 1996)
- Lucas Barrios, ex calciatore argentino (San Fernando, n. 1984)
- Lucas Barros, calciatore brasiliano (Rio de Janeiro, n. 1999)
- Lucas Bassadone, calciatore uruguaiano (Paysandú, n. 2003)
- Lucas Ramon, calciatore brasiliano (Montes Claros, n. 1994)
- Lucas Belezi, calciatore brasiliano (San Paolo, n. 2003)
- Lucas Beltrán, calciatore argentino (Córdoba, n. 2001)
- Lucas Bergvall, calciatore svedese (Stoccolma, n. 2006)
- Lucas Bernadou, calciatore francese (Le Chesnay, n. 2000)
- Lucas Besozzi, calciatore argentino (Lanús, n. 2003)
- Lucas Biglia, ex calciatore argentino (Mercedes, n. 1986)
- Lucas Bijker, ex calciatore brasiliano (San Paolo, n. 1993)
- Lucas Blondel, calciatore argentino (Buenos Aires, n. 1996)
- Lucas Bossio, calciatore argentino (Wenceslao Escalante, n. 1990)
- Lucas Boyé, calciatore argentino (San Gregorio, n. 1996)
- Lucas Braga, calciatore brasiliano (San Paolo, n. 1996)
- Lucas Bretón, calciatore dominicano (n. 2006)
- Lucas Brochero, calciatore argentino (La Para, n. 1998)
- Lucas Buadés, calciatore francese (Muret, n. 1997)
- Lucas Correa, ex calciatore argentino (Rosario, n. 1984)
- Dentinho, calciatore brasiliano (Cachoeiro de Itapemirim, n. 1997)
- Lucas Hey, calciatore danese (Dragør, n. 2003)

## C(24)
- Lucas Calderón, ex calciatore argentino (La Plata, n. 1998)
- Lucas Calegari, calciatore brasiliano (Cuiabá, n. 2002)
- Lucas Camejo, calciatore uruguaiano (San Antonio, n. 2006)
- Lucas Campana, calciatore argentino (Buenos Aires, n. 1993)
- Lucas Cano, calciatore argentino (Partido di José Clemente Paz, n. 1995)
- Lucas Cantoro, ex calciatore argentino (Buenos Aires, n. 1979)
- Lucas Carrizo, calciatore argentino (San Miguel de Tucumán, n. 1997)
- Lucas Castro, calciatore argentino (La Plata, n. 1989)
- Lucas Castromán, ex calciatore argentino (Luján, n. 1980)
- Lucas Cavalcante Silva Afonso, calciatore brasiliano (Brasilia, n. 1996)
- Lucas Cavallini, calciatore canadese (Toronto, n. 1992)
- Lucas Ceballos, ex calciatore argentino (San Juan, n. 1987)
- Lucas Cepeda, calciatore cileno (Viña del Mar, n. 2002)
- Lucas Chacana, calciatore argentino (San Miguel de Tucumán, n. 1993)
- Lucas Chávez, calciatore boliviano (Santa Cruz de la Sierra, n. 2003)
- Lucas Chevalier, calciatore francese (Calais, n. 2001)
- Lucas Chiaretti, ex calciatore brasiliano (Belo Horizonte, n. 1987)
- Lucas Cháves, calciatore argentino (Martín Coronado, n. 1995)
- Lucas Colitto, calciatore argentino (San Martín, n. 1994)
- Lucas Correa, calciatore uruguaiano (Montevideo, n. 1996)
- Lucas Couto, calciatore uruguaiano (Rivera, n. 1997)
- Lucas Cueto, calciatore tedesco (Colonia, n. 1996)
- Lucas Cândido, calciatore brasiliano (Uberlândia, n. 1993)
- Lucas Willian, calciatore brasiliano (n. 1995)

## D(26)
- Lucas Campos, calciatore brasiliano (Nova Iguaçu, n. 1997)
- Lucas Crispim, calciatore brasiliano (Brasilia, n. 1994)
- Lucas Cunha, calciatore brasiliano (Três Lagoas, n. 1997)
- Lucas Da Cunha, calciatore francese (Roanne, n. 2001)
- Lucas Di Yorio, calciatore argentino (Mar del Plata, n. 1996)
- Lucas Diarte, calciatore argentino (San Miguel de Tucumán, n. 1993)
- Lucas Dias, calciatore francese (Lione, n. 1999)
- Lucas Digne, calciatore francese (Meaux, n. 1993)
- Lucas Domínguez, calciatore cileno (Pirque, n. 1989)
- Lucas Déaux, ex calciatore francese (Reims, n. 1988)
- Lucas Galvão, calciatore brasiliano (São José do Rio Preto, n. 1991)
- Lucas Ramos, calciatore brasiliano (Sarandi, n. 2001)
- Lucas Tagliapietra, calciatore brasiliano (Alegrete, n. 1990)
- Lucas da Cruz Oliveira, calciatore brasiliano (Rio de Janeiro, n. 1996)
- Lucas Mineiro, calciatore brasiliano (Belo Horizonte, n. 1997)
- Lucas Silva, calciatore brasiliano (Rio de Janeiro, n. 1998)
- Lucas Gomes da Silva, calciatore brasiliano (Bragança, n. 1990 - La Unión, † 2016)
- Lucas Áfrico, calciatore brasiliano (San Paolo, n. 1995)
- Lucas de Deus Santos, ex calciatore brasiliano (Belo Horizonte, n. 1982)
- Lucas Freitas, calciatore brasiliano (Rio de Janeiro, n. 2001)
- Lucas Zen, calciatore brasiliano (Rio de Janeiro, n. 1991)
- Lucas Gaúcho, calciatore brasiliano (Esteio, n. 1991)
- Lucas de Souza Ventura, calciatore brasiliano (Leopoldina, n. 1998)
- Lucas de los Santos, calciatore uruguaiano (n. 2001)
- Lucas Ferreira, calciatore brasiliano (Campos dos Goytacazes, n. 2006)
- Lucas dos Santos Rocha da Silva, calciatore brasiliano (San Paolo, n. 1991)

## E(4)
- Lucas Eberle, calciatore liechtensteinese (Vaduz, n. 1990)
- Lucas Esquivel, calciatore argentino (n. 2001)
- Lucas Esteves, calciatore brasiliano (San Paolo, n. 2000)
- Lucas Perri, calciatore brasiliano (Campinas, n. 1997)

## F(11)
- Lucas Ferreira Cardoso, calciatore brasiliano (Araguaçu, n. 1994)
- Lucas Farias, ex calciatore brasiliano (San Paolo, n. 1994)
- Lucas Fasson, calciatore brasiliano (Santo André, n. 2001)
- Lucas Favalli, ex calciatore argentino (Córdoba, n. 1985)
- Lucas Fernandes, calciatore brasiliano (São Bernardo do Campo, n. 1997)
- Lucas Fernandes, calciatore brasiliano (União dos Palmares, n. 1994)
- Lucas Agustín Ferreira Zagas, calciatore uruguaiano (Montevideo, n. 2000)
- Lucas Figueiredo dos Santos, calciatore brasiliano (Niterói, n. 2001)
- Lucas Finazzi, calciatore brasiliano (Cuiabá, n. 1990)
- Nahuel Furtado, calciatore uruguaiano (Montevideo, n. 1998)
- Lucas Venuto, calciatore brasiliano (Governador Valadares, n. 1995)

## G(9)
- Lucão, calciatore brasiliano (Barra Mansa, n. 2001)
- Lucas Gamba, calciatore argentino (Mendoza, n. 1987)
- Lucas García, ex calciatore argentino (San Martín, n. 1988)
- Lucas Gazal, calciatore brasiliano (Diadema, n. 1999)
- Lucas González, calciatore argentino (San Salvador de Jujuy, n. 2000)
- Lucão, calciatore brasiliano (Brasilia, n. 1991)
- Lucas Gourna-Douath, calciatore francese (Villeneuve-Saint-Georges, n. 2003)
- Lucas Emanuel Gómez, calciatore argentino (Mendoza, n. 1987)
- Lucas Nicolás Gómez, calciatore argentino (Buenos Aires, n. 2004)

## H(9)
- Lucas Coelho, calciatore brasiliano (Lages, n. 1994)
- Lucas Halter, calciatore brasiliano (Salto, n. 2000)
- Lucas Hernández Perdomo, calciatore uruguaiano (Montevideo, n. 1992)
- Lucas Hernández, calciatore francese (Marsiglia, n. 1996)
- Lucas Horvat, ex calciatore argentino (Buenos Aires, n. 1985)
- Lucas Hoyos, calciatore argentino (Guaymallén, n. 1989)
- Lucas Hufnagel, ex calciatore tedesco (Monaco di Baviera, n. 1994)
- Lucas Höler, calciatore tedesco (Achim, n. 1994)
- Lucas Høgsberg, calciatore danese (Farum, n. 2006)

## J(4)
- Lucas Janson, calciatore argentino (Olavarría, n. 1994)
- Lucas Jensen, calciatore danese (Holstebro, n. 1994)
- Lucas João, calciatore portoghese (Luanda, n. 1993)
- Lukas Jutkiewicz, calciatore inglese (Southampton, n. 1989)

## K(3)
- Lucas Kirnon, calciatore montserratiano (n. 2003)
- Lucas Kruspzky, calciatore argentino (Buenos Aires, n. 1992)
- Lucas Kåhed, calciatore svedese (n. 2002)

## L(14)
- Lucas Beraldo, calciatore brasiliano (Piracicaba, n. 2003)
- Lucas Landa, calciatore argentino (Chañar Ladeado, n. 1986)
- Lucas Larade, calciatore francese (Villeneuve-Saint-Georges, n. 1999)
- Lucas Lemos, calciatore uruguaiano (Montevideo, n. 2001)
- Lucas Lima, calciatore brasiliano (Marília, n. 1990)
- Lucas Lima, calciatore brasiliano (n. 2000)
- Lucas Lingman, calciatore finlandese (Espoo, n. 1998)
- Lucas Lissens, calciatore belga (Gand, n. 2001)
- Lucas Lobos, ex calciatore argentino (La Plata, n. 1981)
- Lucas Lourenço, calciatore brasiliano (Santos, n. 2001)
- Lucas Lovat, calciatore brasiliano (Florianópolis, n. 1997)
- Luquinhas, calciatore brasiliano (Ceilândia, n. 1996)
- Lucas Lópes, calciatore uruguaiano (Montevideo, n. 1999)
- Lucas López, ex calciatore uruguaiano (Tacuarembó, n. 1994)

## M(23)
- Lucas Marcolini Dantas Bertucci, calciatore brasiliano (Cornélio Procópio, n. 1989)
- Lucas Machado, calciatore uruguaiano (San José de Mayo, n. 1998)
- Maciel, calciatore brasiliano (Rio de Janeiro, n. 2000)
- Lucas Taylor, calciatore brasiliano (Guarulhos, n. 1995)
- Lucas Malacarne, ex calciatore argentino (n. 1989)
- Lucas Mancinelli, calciatore argentino (La Plata, n. 1989)
- Lucas Mareque, ex calciatore argentino (Morón, n. 1983)
- Lucas Marques de Oliveira, calciatore brasiliano (Osasco, n. 1995)
- Lucas Martínez, calciatore uruguaiano (Durazno, n. 1998)
- Lucas Martínez Quarta, calciatore argentino (Mar del Plata, n. 1996)
- Lucas Masoero, calciatore argentino (Mendoza, n. 1995)
- Lucas Melano, calciatore argentino (Hernando, n. 1993)
- Lucas Mendes, calciatore brasiliano (Curitiba, n. 1990)
- Lucas Menossi, calciatore argentino (Beccar, n. 1992)
- Lucas Merolla, calciatore argentino (Buenos Aires, n. 1995)
- Lucas Michal, calciatore francese (Bourg-la-Reine, n. 2005)
- Lucas Mincarelli, calciatore francese (n. 2004)
- Lucas Monzón, calciatore brasiliano (Jaguarão, n. 2001)
- Lucas Morales, calciatore uruguaiano (Montevideo, n. 1999)
- Lucas Morales, calciatore uruguaiano (Montevideo, n. 1994)
- Lucas Mugni, calciatore argentino (Santa Fe, n. 1992)
- Lucas Márquez, ex calciatore argentino (Paraná, n. 1988)
- Mila, calciatore brasiliano (Três Passos, n. 2003)

## N(6)
- Lucas Naranjo, calciatore argentino (Banda del Río Salí, n. 2001)
- Lucas Necul, calciatore argentino (Puerto Madryn, n. 1999)
- Lucas Neill, ex calciatore australiano (Sydney, n. 1978)
- Lucas Noubi, calciatore belga (Mouscron, n. 2005)
- Lucas Núñez, calciatore uruguaiano (Maldonado, n. 2001)
- Lucas Rangel Nunes Gonçalves, calciatore brasiliano (Alvorada, n. 1994)

## O(8)
- Agustín Ocampo, calciatore uruguaiano (Paso de los Toros, n. 1997)
- Lucas Ocampos, calciatore argentino (Quilmes, n. 1994)
- Lucas Olaza, calciatore uruguaiano (Montevideo, n. 1994)
- Lucas França, calciatore brasiliano (Alhandra, n. 1996)
- Lucas Ontivero, calciatore argentino (San Fernando del Valle de Catamarca, n. 1994)
- Lucas Orbán, ex calciatore argentino (Buenos Aires, n. 1989)
- Lucas Ortíz, calciatore uruguaiano (Montevideo, n. 1999)
- Lucas Rosa, calciatore brasiliano (Ribeirão Preto, n. 2000)

## P(22)
- Lucas Kaufmann, calciatore brasiliano (Porto Alegre, n. 1991)
- Lucas Leiva, ex calciatore brasiliano (Dourados, n. 1987)
- Lucas Pérez Martínez, calciatore spagnolo (La Coruña, n. 1988)
- Lucas Sasha, calciatore brasiliano (San Paolo, n. 1990)
- Lucas Panayi, calciatore seychellese (n. 1997)
- Lucas Pantelis, ex calciatore australiano (Adelaide, n. 1982)
- Lucas Parodi, calciatore argentino (Villa Allende, n. 1990)
- Lucas Passerini, calciatore argentino (Formosa, n. 1994)
- Lucas Lund Pedersen, calciatore danese (Bruunshåb, n. 2000)
- Lucas Perrin, calciatore francese (Marsiglia, n. 1998)
- Lucas Pimenta, calciatore brasiliano (Niterói, n. 2000)
- Lucas Pino, calciatore uruguaiano (San José de Mayo, n. 2005)
- Lucas Piovi, calciatore argentino (Buenos Aires, n. 1992)
- Lucas Pirard, calciatore belga (Sprimont, n. 1995)
- Lucas Pires, calciatore brasiliano (San Paolo, n. 2001)
- Lucas Piton, calciatore brasiliano (Jundiaí, n. 2000)
- Lucas Pittinari, ex calciatore argentino (Laborde, n. 1991)
- Lucas Porcar, ex calciatore spagnolo (Sant Cugat del Vallès, n. 1990)
- Lucas Pos, calciatore statunitense (Irvine, n. 1998)
- Lucas Possignolo, calciatore brasiliano (Piracicaba, n. 1994)
- Lucas Pratto, calciatore argentino (La Plata, n. 1988)
- Lucas Puyol, calciatore uruguaiano (Juanicó, n. 2003)

## Q(2)
- Luquinha, calciatore brasiliano (Primeiro de Maio, n. 2000)
- Lucas Quintana, calciatore paraguaiano (n. 2005)

## R(22)
- Lucas Moura, calciatore brasiliano (San Paolo, n. 1992)
- Lucas Radebe, ex calciatore sudafricano (Diepkloof, n. 1969)
- Ribamar, calciatore brasiliano (Rio de Janeiro, n. 1997)
- Lucas Ribeiro Costa, calciatore brasiliano (Santa Helena, n. 1998)
- Lucão, calciatore brasiliano (Patos de Minas, n. 2000)
- Lucas Ribeiro, calciatore uruguaiano (Montevideo, n. 2000)
- Lucas Eduardo Ribeiro de Souza, calciatore brasiliano (Belo Horizonte, n. 2000)
- Lucas Ribeiro, calciatore brasiliano (Salvador, n. 1999)
- Lucas Rimoldi, ex calciatore argentino (Córdoba, n. 1980)
- Lucas Rios Marques, ex calciatore brasiliano (Passos, n. 1988)
- Lucas Robertone, calciatore argentino (Concordia, n. 1997)
- Lucas Rodrigues da Silva, calciatore brasiliano (n. 1999)
- Lucas Rodríguez, calciatore uruguaiano (Montevideo, n. 2003)
- Lucas Rodríguez, calciatore uruguaiano (Chuy, n. 1993)
- Lucas Rodríguez Trezza, calciatore uruguaiano (Florida, n. 1997)
- Lucas Rodríguez, calciatore uruguaiano (Rosario, n. 1999)
- Lucas Nahuel Rodríguez, calciatore argentino (Buenos Aires, n. 1993)
- Lucas Rodríguez, calciatore argentino (Florencio Varela, n. 1997)
- Lucas Romero, calciatore argentino (Loma Hermosa, n. 1994)
- Lucas Rougeaux, ex calciatore francese (Grasse, n. 1994)
- Lucas Ríos, calciatore argentino (n. 1998)
- Lucas Röser, calciatore tedesco (Ludwigshafen am Rhein, n. 1993)

## S(25)
- Lucas Fonseca, ex calciatore brasiliano (Pedralva, n. 1985)
- Lucas Evangelista, calciatore brasiliano (Limeira, n. 1995)
- Lucas Kal, calciatore brasiliano (Campinas, n. 1996)
- Lucas Pierre Santos Oliveira, ex calciatore brasiliano (Itororó, n. 1982)
- Lucas Salas, calciatore argentino (San Juan, n. 1994)
- Lucas Salinas, calciatore brasiliano (Sorocaba, n. 1995)
- Lucas Sanabria, calciatore paraguaiano (Asunción, n. 1999)
- Lucas Sanabria, calciatore uruguaiano (Florida, n. 2003)
- Lucas Sanseviero, calciatore uruguaiano (San Ramón, n. 2000)
- Lucas Santos, calciatore brasiliano (Rio de Janeiro, n. 1999)
- Lucas Scaglia, ex calciatore argentino (Rosario, n. 1987)
- Lukas Schleimer, calciatore tedesco (Treviri, n. 1999)
- Lucas Schoofs, calciatore belga (Koersel, n. 1997)
- Lucas Sequeira, calciatore uruguaiano (Montevideo, n. 2004)
- Lucas Severino, ex calciatore brasiliano (Ribeirão Preto, n. 1979)
- Lucas Silva, calciatore brasiliano (Bom Jesus de Goiás, n. 1993)
- Tuta, calciatore brasiliano (San Paolo, n. 1999)
- Lucas Silva Rodrigues, calciatore brasiliano (Pouso Alegre, n. 1999)
- Lucas Antônio Silva de Oliveira, ex calciatore brasiliano (Miguel Calmon, n. 1984)
- Lucas Simón, ex calciatore argentino (Mar del Plata, n. 1986)
- Lucas Soares, calciatore brasiliano (Goiânia, n. 1998)
- Lucas Souto, calciatore argentino (Buenos Aires, n. 1998)
- Rodrigo Stalteri, ex calciatore argentino (Buenos Aires, n. 1975)
- Lucas Stassin, calciatore belga (Braine-le-Comte, n. 2004)
- Lucas Suárez, calciatore argentino (Río Cuarto, n. 1995)

## T(7)
- Lucas Thwala, ex calciatore sudafricano (Nelspruit, n. 1981)
- Lucas Paquetá, calciatore brasiliano (Rio de Janeiro, n. 1997)
- Lucas Torreira, calciatore uruguaiano (Fray Bentos, n. 1996)
- Lucas Torró, calciatore spagnolo (Cocentaina, n. 1994)
- Lucas Tousart, calciatore francese (Arras, n. 1997)
- Lucas Trecarichi, ex calciatore argentino (Béccar, n. 1991)
- Lucas Trejo, calciatore argentino (Córdoba, n. 1987)

## V(16)
- Lucas Maia, calciatore brasiliano (Porto Alegre, n. 1993)
- Lucas Valdemarín, ex calciatore argentino (Rio Tercero, n. 1978)
- Lucas Varaldo, calciatore argentino (Lomas de Zamora, n. 2002)
- Lucas Otávio, ex calciatore brasiliano (Bandeirantes, n. 1994)
- Lucas Vennegoor of Hesselink, calciatore olandese (n. 2006)
- Lucas Vera, calciatore argentino (Bernal, n. 1997)
- Lucas Veronese, ex calciatore francese (Cagnes-sur-Mer, n. 1991)
- Lucas Veríssimo, calciatore brasiliano (Jundiaí, n. 1995)
- Lucas Viatri, calciatore argentino (Buenos Aires, n. 1987)
- Lucas Vieira de Souza, calciatore brasiliano (Santo André, n. 1990)
- Lucas Villafáñez, calciatore argentino (Comodoro Rivadavia, n. 1991)
- Lucas Villalba, calciatore uruguaiano (Montevideo, n. 2001)
- Lucas Villalba, calciatore argentino (Florencio Varela, n. 1994)
- Lucas Villarruel, ex calciatore argentino (Ramos Mejía, n. 1990)
- Lucas Villela, calciatore brasiliano (Santa Luzia, n. 1994)
- Lucas Vázquez, calciatore spagnolo (Curtis, n. 1991)

## W(3)
- Lucas Wasilewsky, calciatore uruguaiano (Juan Lacaze, n. 2003)
- Lucas Wilchez, ex calciatore argentino (La Plata, n. 1983)
- Lucas Woudenberg, calciatore olandese (Woerden, n. 1994)

## Z(1)
- Lucas Zelarayán, calciatore argentino (Córdoba, n. 1992)